# Handur, Khanapur
Handur là một làng thuộc tehsil Khanapur, huyện Belgaum, bang Karnataka, Ấn Độ.